# Contrabbando sul Mediterraneo
Contrabbando sul mediterraneo (Tip on a Dead Jockey) è un film del 1957 diretto da Richard Thorpe.